# Ascotrichella hawksworthii
Ascotrichella hawksworthii är en svampart som beskrevs av Valldos. & Guarro 1988. Ascotrichella hawksworthii ingår i släktet Ascotrichella och familjen Coniochaetaceae.   Inga underarter finns listade i Catalogue of Life.